# Billy Porter
Billy Porter (Pittsburgh, Pennsylvania, 21. rujna 1969.) američki je glumac i pjevač.
Porter je 2013. godine osvojio nagradu Tony za najboljega glumca u mjuziklu za ulogu Lole u mjuziklu Kinky Boots, a sljedeće godine nagradu Grammy za najbolji album glazbenog kazališta za Kinky Boots. Igrao je jednu od glavnih uloga u TV seriji Pose za koju je nominiran za Zlatni globus.

## Nagrade i priznanja
- 2013. ‒ nagrada Tony za najboljega glumca u mjuziklu
- 2013. ‒ nagrada Drama Desk za osobitu glumačku izvrsnost u mjuziklu
- 2013. ‒ nagrada Broadway.com Audience Choice za ulogu seine Rolle als Lole u mjuziklu Kinky Boots
- 2014. ‒ nagrada Grammy za najbolji mjuzikl-album
- 2019. ‒ nagrada Primetime-Emmy za najboljega glavnoga glumca u dramskoj seriji

## Vanjske poveznice

### Sestrinski projekti
|  | Zajednički poslužitelj ima još gradiva o temi Billy Porter |

### Mrežna mjesta
- Billy Porter u internetskoj bazi filmova IMDb-u (engl.)
- Billy Porter na AllMovie-u
- Billy Porter na AllMusic-u
- Billy Porter na Last.fm-u